# Рацеморфан
Рацеморфан — рацемическая смесь двух изомерных форм 3-метокси-N-метилморфинана, различающихся терапевтическим эффектом и фармакодинамикой:
- Декстрорфан — противокашлевое средство, диссоциативный галлюциноген
- Леворфанол — эффективный опиоидный анальгетик

|                                |
| Оптические изомеры рацеморфана |

## Правовой статус
Единой конвенцией ООН о наркотических средствах рацеморфан причислен к наркотикам и включён в соответствующий список. В России он включён в Список I перечня наркотических средств, любой оборот и использование его на территории РФ запрещены. При этом изомер декстрометорфан не подпадает под международный контроль, а в России он входит в Список III и его оборот ограничен.